# Playa (Band)
Playa war ein US-amerikanisches Contemporary-R&B-Trio bestehend aus Steve „Static“ Garrett, Smokey und Black. 1997 hatten sie einen kleinen Erfolg mit dem Lied Cheers 2 U.

## Bandgeschichte
Alle Mitglieder des Trios stammen aus Kentucky. Sie sangen zunächst in verschiedenen Kirchen Gospel und traten bei lokalen Talent-Shows auf. Dort lehnten sie ihren Stil an die Gruppe Jodeci an. Sie wurden daraufhin von der Plattenfirma Swing Mob unter Vertrag genommen, die mit Elektra Records zusammenarbeitete. Es kam jedoch nie zu einer Veröffentlichung, so dass sie sich wieder von dem Label trennten.
Def Jam nahm das Trio dann als dritten Künstler nach Montell Jordan und Neko Case für ihr Contemporary-R&B-Label „Def Soul“ unter Vertrag. 1997 erschien die erste Single Don’t Stop the Music, die mit Platz 73 der US-Billboard-Charts und Platz #26 der R&B-Charts, einen Achtungserfolg darstellte. 1998 konnten Playa dann das Album Cheers 2 U veröffentlichen, das von Timbaland und Smokey produziert wurde. Die gleichnamige Single kletterte bis auf Platz 38 der Billboard-Charts und konnte in den R&B-Charts die Top 10 erreichen. Das Album selbst platzierte sich auf Platz 86 der Charts.
Seit 1999 wurde ein zweites Playa-Album angekündigt, es kam jedoch nie dazu. Es erschienen jedoch noch einige Singles, außerdem wurden auf einigen Soundtracks, u. a. für Dr. Dolittle und  Der Diamanten-Cop, diverse Lieder veröffentlicht. Stephen Garrett startete eine Karriere als Musikproduzent.

## Diskografie

### Alben
- Cheers 2 U (1998)

### Singles
- Don’t Stop the Music (1997)
- Cheers 2 U (1998)
- I Gotta Know (1999) (aus dem Soundtrack des Def-Jam-Films How to Be a Player)
- Your Dress (1999)
- Woozy (2000) (aus dem Romeo-Must-Die-Soundtrack)
- Incense Burning (2001) (aus dem Exit-Wounds-Soundtrack)
- Never Too Late (2003)